# ماريك دانيال
ماريك دانيال (بالألمانية: Marek Daniel ) (و. 1971 – م) هو ممثل من التشيك. ولد في براغ.

## أفلامه
| السنة | الفيلم           | الدور         |
| ----- | ---------------- | ------------- |
| 2001  | The Wild Bees    |               |
| 2003  | Boredom in Brno  |               |
| 2004  | Up and Down ‏     |               |
| 2005  | شيء مثل السعادة  |               |
| 2008  | بلد المعلم       |               |
| 2008  | Protector        |               |
| 2011  | ألويس نيبيل      | الطبيب النفسي |
| 2017  | Ice Mother       |               |
| 2018  | Prezident Blaník | توندا بلانيك  |

## روابط خارجية
- ماريك دانيال على موقع IMDb (الإنجليزية)
- ماريك دانيال على موقع ألو سيني (الفرنسية)
- ماريك دانيال على موقع أول موفي (الإنجليزية)
- ماريك دانيال على موقع قاعدة بيانات الفيلم (الإنجليزية)
- ماريك دانيال على موقع كينوبويسك (الروسية)